# Haplopogon erinus
Haplopogon erinus är en tvåvingeart som beskrevs av Pritchard 1941. Haplopogon erinus ingår i släktet Haplopogon och familjen rovflugor.
Artens utbredningsområde är Arizona. Inga underarter finns listade i Catalogue of Life.